# Лісове (Черкаський район)
Лісове (до 18 лютого 2016 — Петрівське) — селище в Україні, у Черкаському районі Черкаської області, підпорядковане Михайлівській сільській громаді. Розташоване на північ від міста Кам'янки. Населення — 79 чоловік (на 2001 рік).
До 2016 року селище Лісове носило назву Петрівське; у XIX ст. - Реп'яшне.

## Населення

### Мова
Розподіл населення за рідною мовою за даними перепису 2001 року:
| Мова       | Кількість | Відсоток |
| ---------- | --------- | -------- |
| українська | 77        | 97.46%   |
| російська  | 1         | 1.27%    |
| вірменська | 1         | 1.27%    |
| Усього     | 79        | 100%     |